# 1060
سنة 1060 كانت سنة كبيسة تبدأ يوم السبت (الرابط يظهر نموذج التقويم الكامل للسنة) من التقويم اليولياني.

## مواليد
- ابن المؤذن الكرماني فقيه سني شافعي
- غيربيرغا كونتيسة بروفانس
- فيليسيا دي روسي سياسية إسبانية
- كلمينتيا من آكيتاين

## وفيات
- هنري الأول ملك فرنسا